# Stephanthus antarcticus
Stephanthus antarcticus is een zeeanemonensoort uit de familie Hormathiidae.
Stephanthus antarcticus is voor het eerst wetenschappelijk beschreven door Rodriguez & Lopez-Gonzalez in 2003.